# Erik Clausen
Pour les articles homonymes, voir Clausen (homonymie).
Erik Clausen, né le 7 mars 1942 à Copenhague et mort le 30 octobre 2024, est un acteur, réalisateur et scénariste danois.

## Biographie
Erik Clausen a étudié l'art de la peinture lorsqu'il était plus jeune[évasif] et était fasciné par le septième art qui s'est tourné vers ce dernier[pas clair]. Erik Clausen est un grand[réf. nécessaire] réalisateur danois qui a réalisé beaucoup de films où il est également acteur.

## Style
Ses films sont souvent des films basés sur le social-réalisme danois.[réf. nécessaire]
Par exemple, son film Felix de 1982 est un film qui raconte l'abandon d'une femme âgée par son fils marié et père de famille, travailleur dans un magasin de TV-Hi-Fi. Alors un beau jour après le décès de sa plus proche amie, et en regardant une émission animalière à la télévision, elle décide de passer une annonce pour retrouver son prétendu chat Félix avec une grosse somme d'argent pour sortir de sa solitude.
Donc, les films de Erik Clausen ont toujours une histoire de la société des gens ordinaires danois[réf. nécessaire].

## Filmographie
- 1981 : Casablanca Circus (Cirkus Casablanca)
- 1982 : Felix avec Tove Maës et Erik Clausen
- 1983 : Rocking Silver
- 1985 : Dark Side of the Moon (Manden i månen)
- 1988 : Rami et Juliet (Rami og Julie)
- 1989 : Moi et Mama Mia (Tarzan Mama Mia)
- 1993 : Fish Out of Water (De frigjorte)
- 1994 : Carl, My Childhood Symphony (Min Fynske barndom) avec Nikolaj Lie Kaas basé sur la vie du compositeur Carl Nielsen
- 1994 : Break Your Bounds
- 1996 : Tango
- 2000 : Release All the Horses (Slip hestene løs)
- 2004 : Villa Paranoïa
- 2007 : Temporary Release (Ledsaget udgang)
- 2010 : Frihed på prøve